# Mizzi Zwerenz

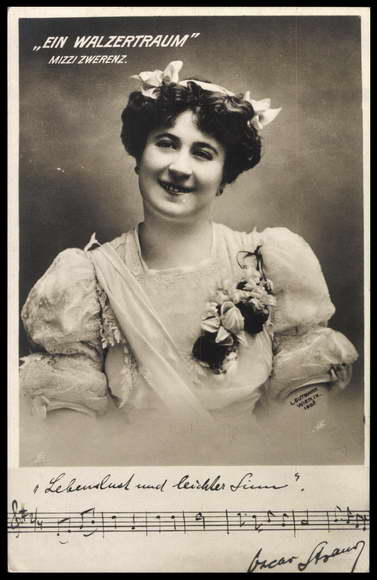
Mizzi Zwerenz 1907 als Fanni Steingruber in der Operette Ein Walzertraum

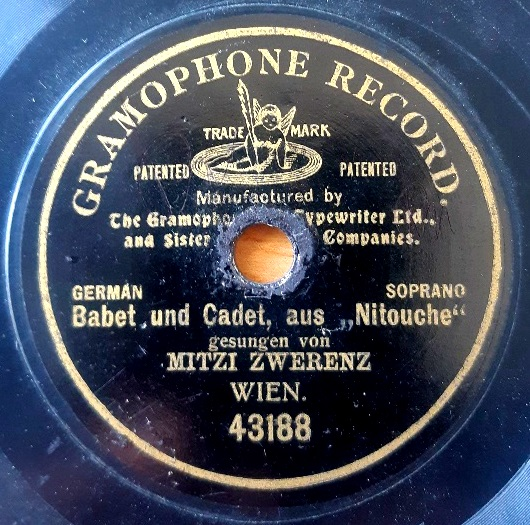
Schallplatte von Mizzi Zwerenz (Wien 1902)

Mizzi Zwerenz, eigentlich Maria Anna Zwerenz bzw. Marie Zwerenz, verehelichte Marie Guttmann, (* 13. Juli 1876 in Piešťany, Österreich-Ungarn; † 14. Juni 1947 in Wien, Österreich) war eine österreichische Operettensängerin (Sopran) sowie Theater- und Filmschauspielerin.

## Leben und Wirken
Ihr Vater Karl Ludwig Zwerenz (* 30. September 1850 in Wien; † 28. Dezember 1925 ebendort) war Schauspieler und Regisseur, als Direktor auch Leiter der Theater in Bozen, Meran, Bukarest, Teplitz, Iglau, Preßburg und Bad Hall (wo 1880 das Baby Mizzi Zwerenz von Kapellmeister Gustav Mahler in dessen Vorstellungspausen in einem Kinderwagen rund um das Theater gefahren worden sein soll). Ihre Mutter, Eveline Zwerenz (* 1842, † 8. Februar 1921 in Wien), wirkte 1888–91 sowie 1893–1903 am Stadttheater in Baden bei Wien. Ihr Großvater Karl Zwerenz (1826–1898) und ihr Urgroßvater Karl Ludwig Costenoble waren Hofburgschauspieler. Vorerst wollte sie nicht in die Fußstapfen der Familie treten. Dann folgte sie doch der Tradition, nahm Unterricht und debütierte in Baden bei Wien. Sie spielte in Bielitz, am Sommertheater in Mödling, war auf Tournee mit dem Wiener Soubrettenensemble in Russland, im Friedrich-Wilhelmstädtischen Theater in Berlin und sang zwischen 1901 und 1920 im Carltheater in Wien. Auch im Wiener Apollo-Theater war Zwerenz eine erste Kraft. In den frühen 1920er-Jahren führte sie in Baden das Etablissement Mizzi Zwerenz, für das sie laufend populäre Künstler engagierte (unter anderem Fritz Imhoff). Neben ihrer Bühnenarbeit war sie in einigen Filmen zu sehen, u. a. in Die kleine Veronika (1929) und Ein Walzer um den Stephansturm (1935). Ihre Stimme ist auf zahlreichen Grammophonplatten erhalten, die sie schon früh, ab 1902, besang.
Zwerenz war ab 1905 verheiratet mit dem Schauspieler Arthur Guttmann, Bruder der Zwillinge Emil und Paul Guttmann, 1937 zog sie sich von der Bühne zurück. Ihr Sohn, Fritz Zwerenz (* 3. September 1895 in Baden bei Wien; † 12. Oktober 1970 in Linz), war ein erfolgreicher, bisweilen als Kapellmeister seine Mutter unterstützender Künstler im Bereich Musik-Theater.

Zwerenz verstarb am 14. Juni 1947 im Wiener Kaiser-Franz-Josef-Spital an einem Herzleiden. Sie ruht in einem ehrenhalber gewidmeten Grab auf dem Hietzinger Friedhof (Gruppe 29, Nummer 9). 

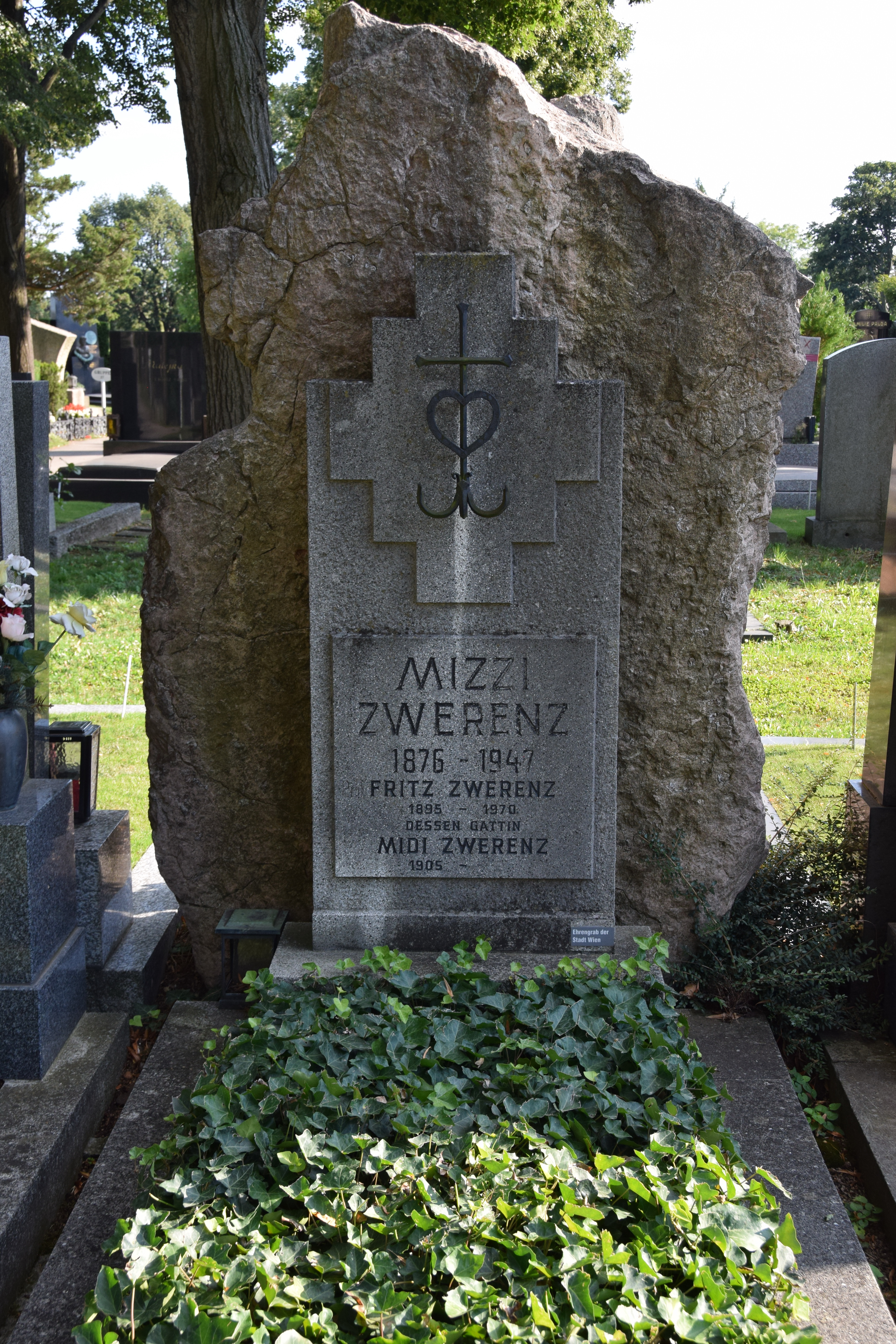
Mizzi Zwerenz Grabstätte

## Filmografie
Stummfilme
- 1920 Die neuen Reichen; als Frau Emmerenzia
- 1922 Könige des Humors, auch: Lachendes Wien in alter und neuer Zeit
- 1926 Der Feldherrnhügel
- 1926 Schützenliesel; als Mooshammerwirtin
- 1929: Unschuld (Die kleine Veronika); als Kathi

Tonfilme
- 1935: Ein Walzer um den Stephansturm (Sylvia und ihr Chauffeur)
- 1935 Tanzmusik
- 1937 Der Mann, von dem man spricht; als Verkäuferin des Flohzirkus

## Tondokumente (Auswahl)
Der Katalog des Musikarchivs an der Deutschen Nationalbibliothek verzeichnet 21 Titel von Zwerenz. Beispiele:
- Edmund Eysler, Künstlerblut: Gassenbubenlied, gesungen von Mizzi Zwerenz und Alexander Girardi mit Orchesterbegleitung unter persönlicher Leitung des Komponisten Edmund Eysler, Wien. Gramophone Concert Record G.C. 2-44 154 (mx. 9873 u), aufgen. 1906[12]
- Edmund Eysler, Die Schützenliesel: Kussduett, gesungen von Mizzi Zwerenz, Sopran und Alexander Girardi, Tenor, mit Orchesterbegleitung unter persönlicher Leitung des Komponisten Edmund Eysler, Wien. Gramophone Concert Record G.C. 2-44 173 (mx. 9876 u), aufgen. 1906[13]
- Edmund Eysler, Johann der Zweite: Besenduett, gesungen von Karl Schöpfer, Tenor und Mizzi Zwerenz, Sopran, mit Orchesterbegleitung unter persönlicher Leitung des Komponisten Edmund Eysler, Wien. Gramophone Concert Record G.C. 2-44 402 (mx. 13 198 u), aufgen. 1908[14]
- Leo Fall, Die geschiedene Frau: Marionetten-Duett, gesungen von Mizzi Zwerenz, Sopran u. Richard Waldemar, mit Orch. des k.u.k. Carl-Theaters Wien. Gramophone Concert Record G.C. 2-44 479 (mx. 14 175 u), aufgen. Dez. 1908[15]

## Würdigung

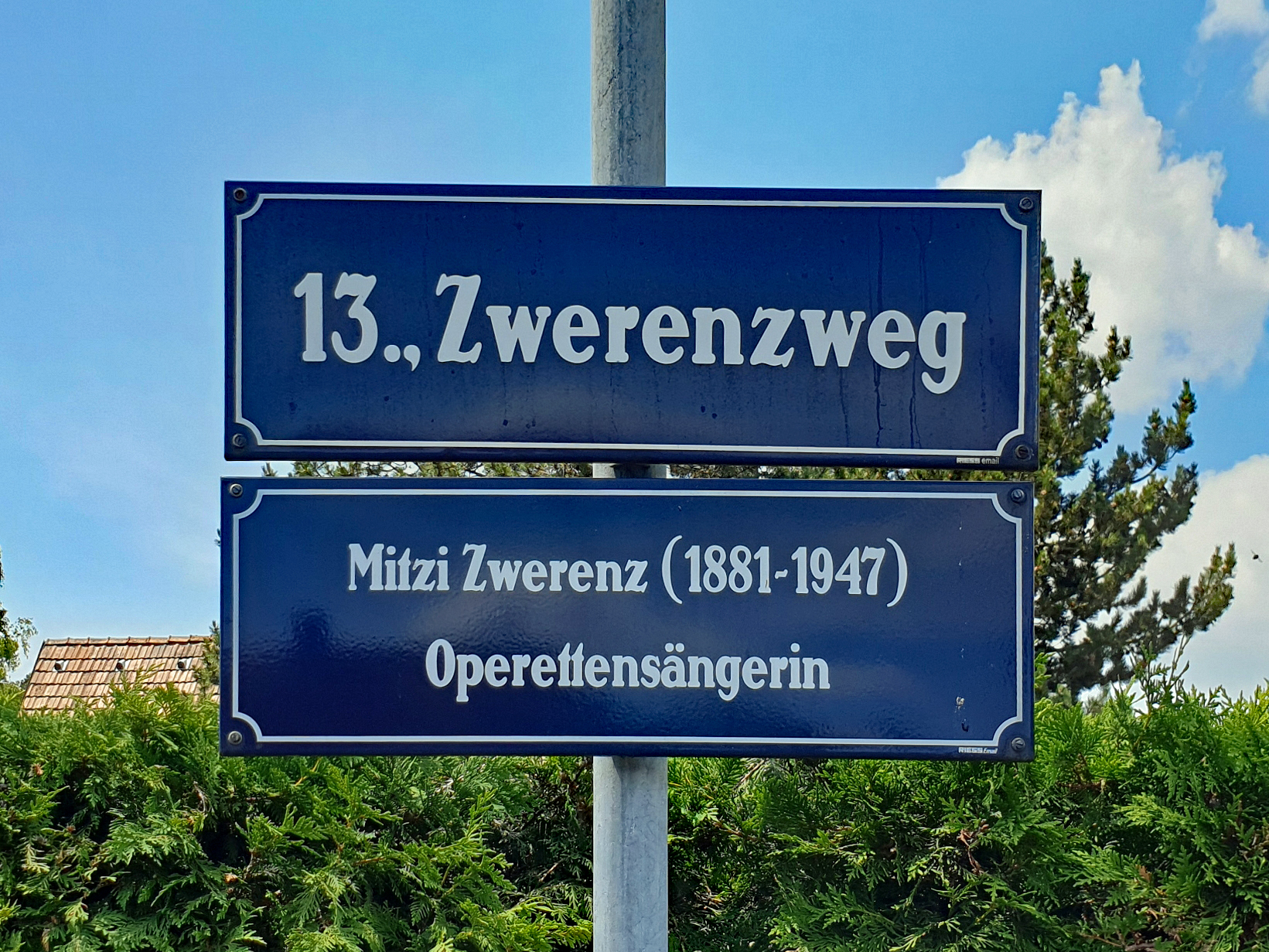
Straßenschild Zwerenzweg in Wien

- 1954 wurde die Raabgasse in Wien-Hietzing zu ihren Ehren in Zwerenzweg umbenannt.

## Verwandtschaft
Mizzi Zwerenz war nach Angaben des deutschen Schriftstellers Gerhard Zwerenz eine Großtante seines Großvaters väterlicherseits.